# Tramlink
El Tramlink (inicialment conegut com a Croydon Tramlink) és un sistema de tramvia que serveix al sud de Londres, Regne Unit. L'operador del servei és First London de part de Transport for London (TfL).
Tramlinks enllaça amb estacions de la National Rail del Regne Unit, però com que circula per una àrea on el Metro de Londres té poca presència (una de les raons de la seva creació) només intercanvia amb el metro a l'estació de Wimbledon. El sistema, centrat a Croydon, va començar a circular al maig del 2000.
| Nom    | Estat     | Recorregut                    | Longitud | Temps  | Estacions |
| ------ | --------- | ----------------------------- | -------- | ------ | --------- |
| Ruta 1 | Operativa | Elmers End - Croydon          | 15 km    | 34 min | 13        |
| Ruta 2 | Operativa | Beckenham Junction - Croydon  | 9 km     | 21 min | 17        |
| Ruta 3 | Operativa | Wimbledon - New Addington     |          |        | 28        |
| Ruta 4 | Proposta  | Crystal Palace - West Croydon |          |        | 21        |

## Història

### Construcció
El 1990 el consell de Croydon, juntament amb London Regional Transport (LRT), van portar el projecte al parlament, d'aquest projecte va sorgir el projecte de llei Croydon Tramlink Act 1994 que donava poder legal a LRT per construir Tramlink.
Tramtrack Croydon Limited (TCL) va guanyar el 1996 el contracte PIF pel disseny, construcció, operació i manteniment del sistema Tramlink. En virtud d'aquest contracte Tramtrack Croydon Ltd manté els ingressos generats per Tramlink i LRT ha de pagar una indemnització a TCL en cas de canvis de tarifies i polítiques.
TCL va subcontractar l'operdor del sistema a CentreWest Buses, now part of First London. TCL és una associació composta per First Group, Bombardier Transportation (constructor dels trens), Sir Robert McAlpine i Amey Construction Ltd (constructors del sistema), i Royal Bank of Scotland i 3i (que organitza les finances).

### Antigues línies reutilitzades

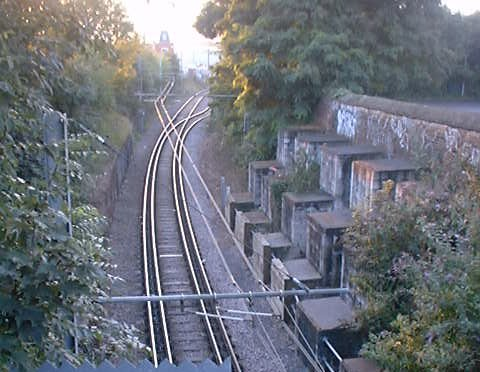
Gauntlet track a prop de Mitcham

La Ruta 2 circula paral·lela amb la línia Crystal Palace a Beckenham Junction de la xarxa de Southern entre Birkbeck i Beckenham Junction, les vies de National Rail ara són en via única.
Des d'Elmers End a Woodside, i també des d'Arena (Ruta 2), la ruta 1 passa per un ramal d'una antiga línia de British Rail cap a Addiscombe on es bifurca per arribar a l'estació del tram d'Addiscombe, a 500 metres de l'antiga estació de tren ara destruïda. A Woodside la vella estació continua en desús i les andanes originals s'han reemplaçat perquè siguin accessibles.
Des de Woodside fins a prop de Sandilands (routes 1 i 2) i des de Sandilands a Lloyd Park (Ruta 3), el Tramlink segueix el recorregut del ferrocarril Woodside and South Croydon Railway, incloent els túnels de Park Hill (o Sandilands).
El tram de la Ruta 3 entre Wimbledon i West Croydon segueix velles vies de British Rail d'una sola via que foren tancades a mitjans de la dècada de 1990 per ser convertides a Tramlink.

### Adquisició de Transport for London
L'any 2000, la nova autoritat del transport a Londres, Transport for London (TfL) va reemplaçar London Regional Transport. El març de 2008 Transport for London (TfL) va arribar a un acord per comprar Tramtrack Croydon Limited (TCL) per 89 milions de lliures, i la compra va acabar el 28 de juny de 2008. El rerefons d'aquesta compra està relacionat amb el fet que TfL ha de compensar a TCL qualsevol canvi en la política de tarifes i emissió de bitllets introduïts des de 1996. El 2007 TfL va haver de pagar 4 milions de lliures amb un augment anual de la tarifa.
La compra de TCL per part de TfL no afecta les operacions dels tramvies, ja que l'operador segueix sent First London, però ara sota contracte amb TfL. L'octubre de 2008 TfL va introduir un nou color als vehicles, i utilitzant el blau, blanc i verd en les rutes als mapes de TfL.

### Mapa de la xarxa

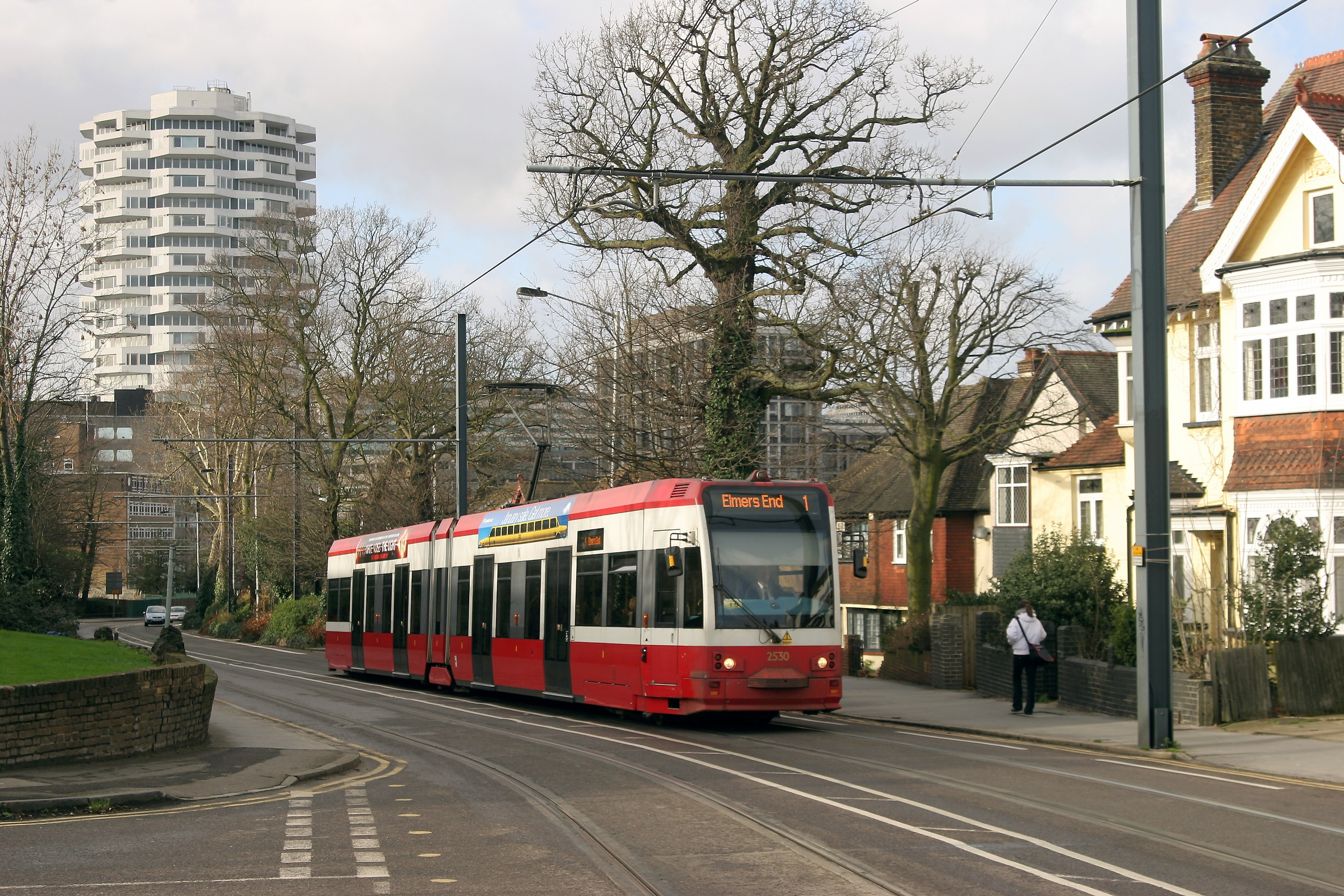
El Tramvia núm. deixant Croydon en la línia d'Elmers End.

## La xarxa

### Rutes

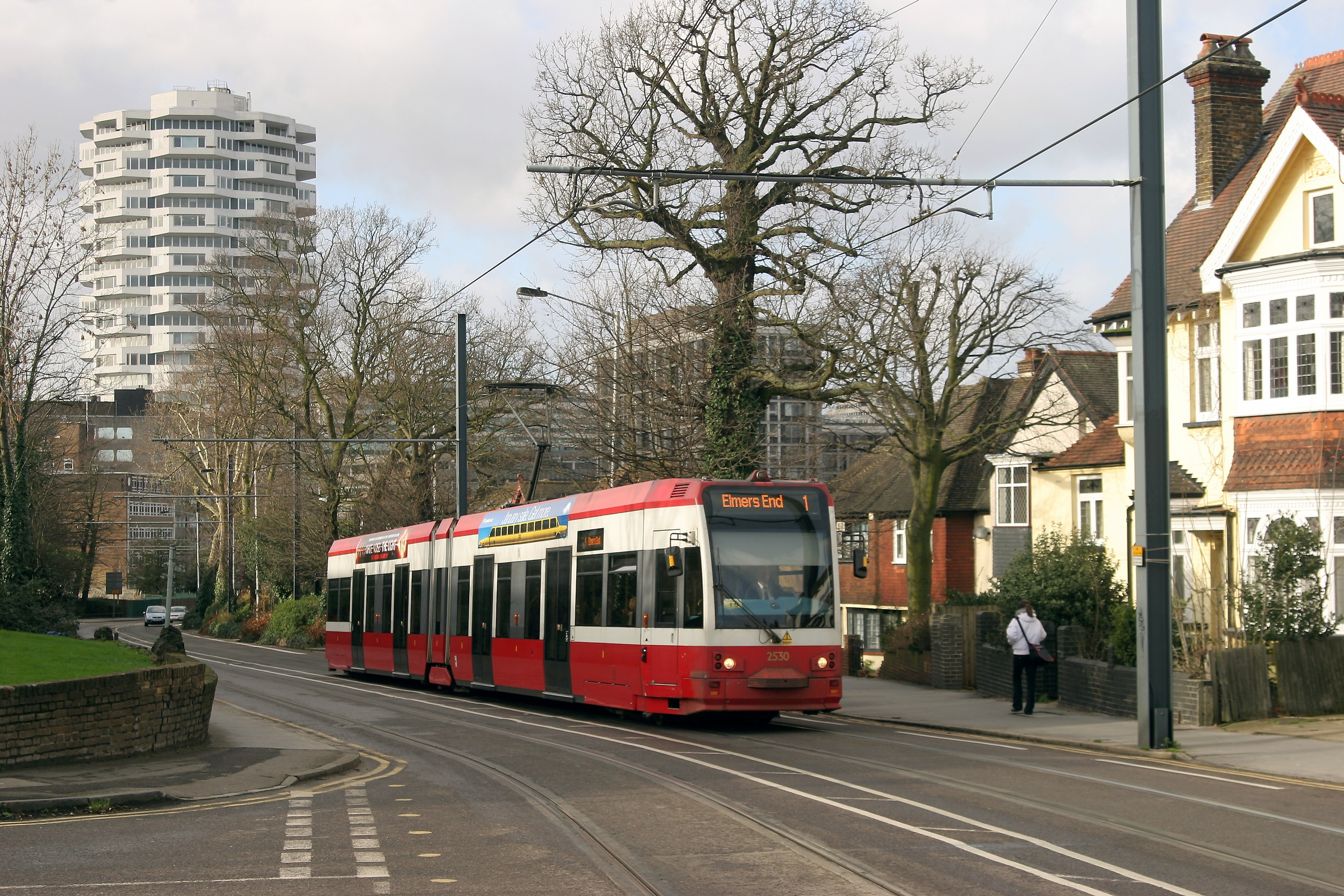
Tram 2530 el 24 d'agost de 2004

Les parades del tramvia tenen andanes baixes, sense personal i tenen màquines autòmatiques de bitllets. Hi ha un total de 39 parades habilitades per a cadires de rodes i poder pujar sense esglaons. Tramlink utilitza antigues estacions en els trams Wimbledon - West Croydon i Elmers End - Coombe Road.
Tramlink no apareix en els mapes estàndards del metro, però apareix en el mapa de connexions. El 23 de juliol de 2006 les rutes de la xarxa es van reestructurar, amb la ruta 1 d'Elmers End a Croydon, la ruta 2 des de Beckenham Junction a Croydon i la ruta 3 des de New Addington a Wimbledon
Les rutes que hi ha al dia d'avui són:
- Ruta 1: Elmers End - Croydon
- Ruta 2: Beckenham Junction - Croydon
- Ruta 3: Wimbledon - New Addington

## Material rodant
Tramlink utilitza tramvies Flexity Swift CR-4000 construïts per Bombardier Transportation a Viena. L'actual flota és de 24 trens. Els tramvies són similar als de la classe K-4000 utilitzatas a Koln amb rutes de plataforma baixa. La flota es manté a les cotxeres de Therapia Lane.
Els tramvies són cotxes individuals articulats de doble capçalera amb quatre portes per banda i disposa d'un parell de llocs per a cadires de rodes. Tenen una llargada de 30,1 metres i 2,65 m d'amplada, amb 70 seients i una capacitat total de 200 passatges. La velocitat màxima és de 80 km/h.
Actualment els tramvies s'estan pintant per canviar la decoració exterior.